# Sankta Klaras kloster, Dubrovnik
För Sankta Klaras kloster i Stockholm, se Sankta Klaras kloster, för klostret i Köpenhamn se Sankt Clara Kloster.
Sankta Klaras kloster (kroatiska: Samostan svete Klare) var ett tidigare romersk-katolskt nunnekloster i Dubrovnik i Kroatien. Klosterbyggnaden är belägen vid Pasko Miličevićs torg och ringmuren i Gamla stan. Det uppfördes i slutet av 1200-talet och början av 1300-talet och var det mest framträdande av totalt åtta nunnekloster i den dåtida republiken Dubrovnik. Idag har byggnaden flera funktioner. Den hyser bland annat en restaurang och  museet Visia Dubrovnik 5D Theatrum. I en del av byggnaden har Dubrovniks stift sitt kontor.      

## Historik
På grund av sitt anseende kom klostret att bli ett av de viktigaste nunneklostren i republiken Dubrovnik. Kvinnorna som togs emot av klostret hade i regel adlig bakgrund och kom från välbeställda familjer.  
År 1432 upprättade nunnorna ett barnhem för övergivna barn i en del av klostret. Vid barnhemmet, ett av de första i sitt slag i världen, kunde barnen stanna upp till sex års ålder. Därefter ombesörjde nunnorna för deras bortadoption. 
Vid jordbävningen 1667 skadades klostret svårt, men återuppbyggdes av stadsstatens myndigheter. Den 13 april 1667, en vecka efter jordbävningen, fattade republikens senat ett principiellt beslut om klostrets återuppbyggnad, som skulle finansieras med 500 dukater.
I maj 1808 intogs Dubrovnik av Napoleon I styrkor. De franska styrkorna lät stänga alla kloster i staden och Sankt Klaras kloster användes därefter som ett stall- och ammunitionslager av fransmännen.
Efter andra världskriget kom den forna klosterbyggnaden att tjäna som restaurang och sommarbiograf.